# Académica de Coimbra

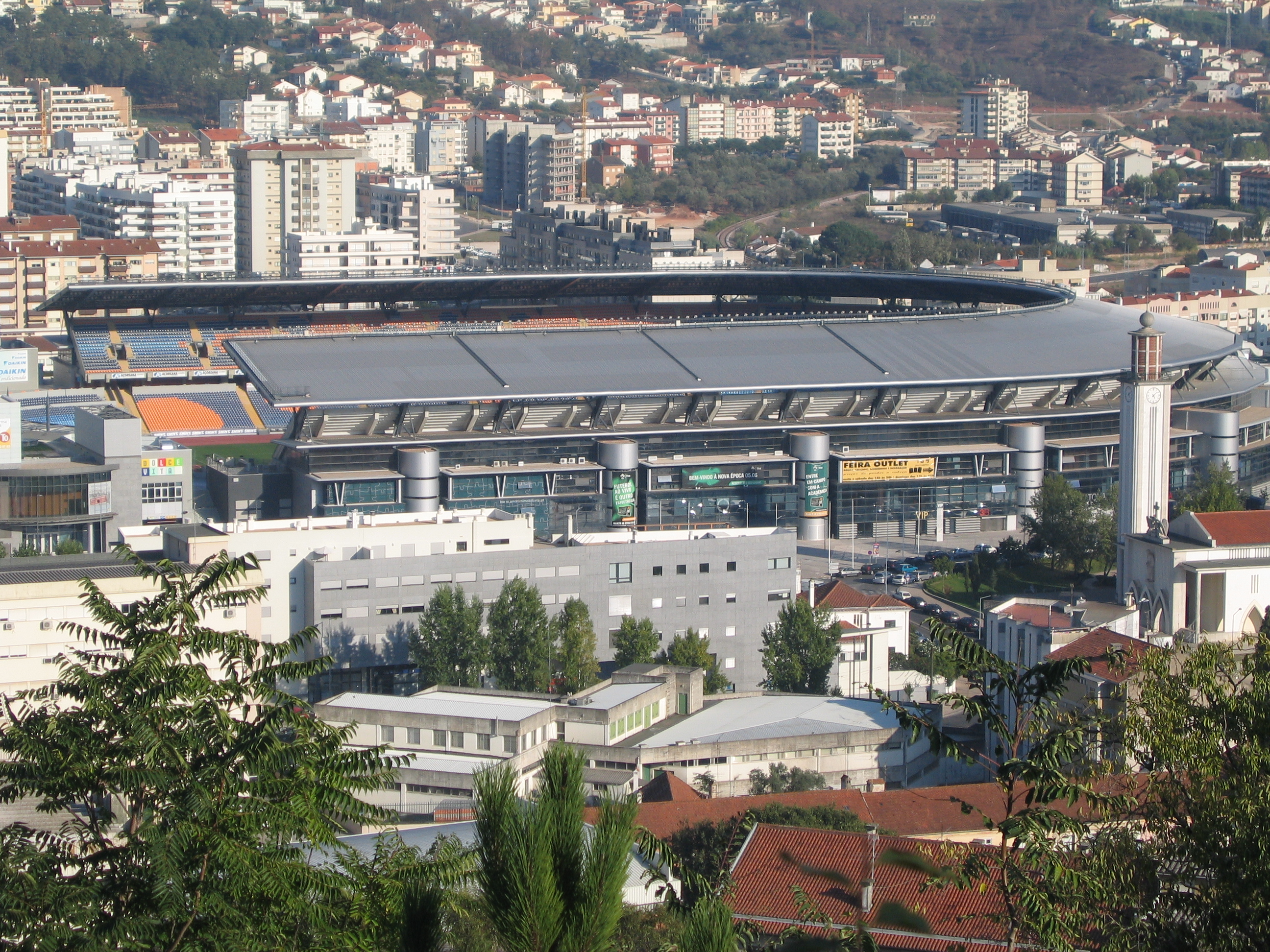
Klubový stadión

Académica de Coimbra, plným názvem Associação Académica de Coimbra – Organismo Autónomo de Futebol, je portugalský fotbalový klub z města Coimbra založený roku 1887. Největším domácím úspěchem klubu je dvojnásobný zisk portugalského poháru v sezónách 1938/39 a 2011/12, na mezinárodní úrovni pak čtvrtfinále Poháru vítězů pohárů 1969/70.
V základní skupině B Evropské ligy 2012/13 byla Coimbra přilosována k týmům Atlético Madrid (Španělsko), Hapoel Tel Aviv (Izrael) a FC Viktoria Plzeň (Česko). Ve skupině obsadila třetí místo za první Plzní a druhým Atléticem Madrid. Měla bilanci 1 výhra, 2 remízy a 3 prohry (= 5 bodů), z Evropské ligy byla tímto vyřazena.

## Úspěchy
- 2× vítěz portugalského fotbalového poháru (1938/39, 2011/12)[1]